# كيم جونغ-هيوك
كيم جونغ-هيوك ((بالإنجليزية: Kim Jong-hyeok)‏؛ مواليد 31 مارس 1983) حكم كرة قدم كوري جنوبي أصبح حكم دولي لدى الفيفا منذ 2009. وقد أختير لإدارة مباريات في تصفيات كأس العالم 2014، ونهائيات كأس آسيا 2015.